# Takeoff
Kirsnick Khari Ball (Lawrenceville, Georgia, 18 de junio de 1994-Houston, Texas; 1 de noviembre de 2022), conocido por su nombre artístico Takeoff, fue un rapero estadounidense. Formó parte del grupo de hip hop Migos junto con Quavo y Offset.

## Primeros años
Fue criado por su madre, junto con los miembros de la familia, Quavo y Offset.

## Carrera musical

### Migos (2008-2022)
Quavo y Offset, Ball comenzó a rapear en 2008. El grupo se presentó inicialmente bajo el nombre artístico de Polo Club, pero finalmente cambió su nombre a Migos. El grupo lanzó su primer proyecto de larga duración, un mixtape titulado Juug Season, el 25 de agosto de 2011. Siguieron con el mixtape No Label, el 1 de junio de 2012. 
Migos inicialmente saltó a la fama después del lanzamiento de su sencillo "Versace", en 2013. La canción fue remezclada por el rapero canadiense Drake y alcanzó el número 99 en la lista Billboard Hot 100 y el número 31 en la lista Hot R & B / Hip-Hop Songs. 
Su álbum de estudio debut, Yung Rich Nation, se lanzó en julio de 2015 y contó con apariciones especiales de Chris Brown y Young Thug, y la producción de Zaytoven y Murda Beatz. El álbum alcanzó el número 17 en el Billboard 200. 
Migos logró su primer sencillo número uno en 2016 con "Bad and Boujee" con Lil Uzi Vert, que alcanzó su punto máximo en el Billboard Hot 100 durante la semana del 21 de enero de 2017. La canción ha sido certificada cuatro veces platino por la Recording Industry Association of America (RIAA). Si bien se lo puede ver en una de las escenas de fondo en el video musical, Takeoff no aparece ni se acredita en la canción. Takeoff mismo ha afirmado que no apareció en la canción porque estaba ocupado en el momento de la grabación. El 24 de junio de 2017, durante el rodaje de Complex ' s Everyday Struggle en los BET Awards 2017, los anfitriones Joe Budden y DJ Akademiks le preguntaron sobre su ausencia, a lo que respondió: ¿Parece que me quedé marginado de Bad and Boujee?. La respuesta de Takeoff provocó que Budden abandonara el set, y casi se generó un altercado entre Migos y Budden y sus séquito.[cita requerida]
El segundo álbum de estudio de Migos, Culture, fue lanzado el 27 de enero de 2017, debutando en el número 1 en el Billboard 200 de EE. UU ., Moviendo 131,000 unidades equivalentes al álbum, incluidas 44,000 copias vendidas, durante su primera semana de lanzamiento. El álbum logró la certificación de platino en el país en julio de 2017.
El segundo álbum del grupo, Culture II, fue lanzado el 26 de enero de 2018. Se convirtió en el segundo álbum de Migos en debutar en el número 1 en el Billboard 200, moviendo 199,000 unidades equivalentes, incluidas 38,000 copias vendidas, en su primera semana de lanzamiento.
Culture III es el cuarto álbum de estudio del trío, el tercer álbum llamado "Culture" y el último lanzado antes de que Takeoff muriese. El álbum presenta colaboraciones con Drake, Cardi B, YoungBoy Never Broke Again, Polo G, Future Juice WRLD, Justin Bieber y Pop Smoke.

## Asuntos legales
El 18 de abril de 2015, Migos tenía previsto encabezar el concierto de primavera de Georgia Southern University 2015 en Hanner Fieldhouse. El espectáculo comenzó a las 7:00pm con actos de apertura locales; sin embargo, el grupo subió al escenario casi una hora y media más tarde que la hora programada para las 9:00 p. m.. Aunque su contrato de actuación estipulaba una duración mínima de 45 minutos, el grupo actuó durante menos de 30 minutos antes de abandonar el escenario. El Departamento de Policía de la Universidad, el Departamento de Policía de Statesboro y la Oficina del Sheriff del Condado de Bulloch, que estuvieron presentes en el concierto como detalles de seguridad, detectaron un fuerte olor a marihuana en las camionetas del grupo, y los conductores fueron interrogados por la policía. Tras una investigación adicional, el trío de rap y 12 miembros de su séquito fueron arrestados por posesión de marihuana y otra sustancia controlada, posesión de armas de fuego dentro de una zona de seguridad escolar, posesión de armas de fuego durante la comisión de un delito y posesión de armas de fuego por delincuentes convictos.
Si bien los funcionarios de la universidad conocían la reputación de Migos, al grupo se le permitió actuar ya que el cuerpo estudiantil votó para que el grupo actuara entre siete actos que estaban en consideración, y las tarifas de los estudiantes y la venta de entradas se usaron para pagar el concierto. De acuerdo con el contrato de rendimiento, al grupo se le pagarían $ 30,000 con su promotor Big House Collective recibiendo $ 3,000 adicionales. Los funcionarios de la universidad inicialmente buscaron poner a Migos en incumplimiento de contrato debido a la llegada tardía del grupo, el rendimiento acortado y la posesión de contrabando en la propiedad de la universidad; sin embargo, la universidad finalmente pagó la mitad de las tarifas acordadas.
El 20 de abril de 2015, la Oficina del Fiscal de Distrito del Condado de Bulloch liberó a Takeoff, Quavo y seis miembros de su comitiva bajo fianza, mientras que Offset y otros seis permanecieron bajo custodia sin fianza. Como resultado de sus arrestos, el 28 de abril de 2015, Migos anunció que pospondría su gira Yung Rich Nation hasta julio de ese mismo año.
El 7 de julio de 2017, se le pidió que se retirara de un vuelo antes de despegar de Atlanta a Des Moines, Iowa, después de que, según los informes, se negó a mover su bolsa del suelo a un contenedor de almacenamiento en la parte superior.

## Asesinato
El 1 de noviembre de 2022, Ball fue asesinado a tiros en el 810 Billiards & Bowling en Houston, Texas a sus 28 años, él y unas 40 personas, incluido su tío y compañero del grupo Migos, Quavo, se reunieron fuera de la bolera después de que una fiesta privada terminara allí alrededor de la 1:00 a. m. CST, según las noticias de última hora de la televisión local de Houston KHOU-11. El Departamento de Policía de Houston informó de que se había producido un tiroteo mortal a las 2:40 a. m. CST, y que la víctima fue encontrada muerta a su llegada, mientras que otras dos víctimas fueron "llevadas en vehículos privados a los hospitales". El Houston Chronicle y TMZ informaron de que se produjo una discusión tras una partida de dados que condujo al tiroteo mortal.
El departamento añadió más tarde que «no vamos a dar a conocer la identidad de la víctima fallecida hasta que se notifique a su familia y el Instituto de Ciencias Forenses del Condado de Harris verifique su identidad» A fecha de 1 de noviembre de 2022, 13:04 (GMT), las autoridades aún no habían anunciado oficialmente su muerte, aunque el representante de Takeoff confirmó su fallecimiento a Associated Press.

### Reacciones
Poco después de que se anunciara su muerte, celebridades como Dave, Chris Eubank Jr., Adin Ross, Ric Flair, Snoop Dogg, Mike Tyson, Desiigner, Rae Sremmurd, Lana Del Rey, Almighty Jay, Lil Pump, Gucci Mane, Wiz Khalifa, Kid Cudi, Ja Rule, Keri Hilson, The Game, Teyana Taylor, Rich the Kid, Nicki Minaj y Cole Bennett publicaron declaraciones de condolencia en sus cuentas de redes sociales.

## Discografía

### Álbumes de estudio
- The Last Rocket (2018)
- Only Built For Infinity Links con Quavo (2022)